# Йонообмінний метод очищення стічних вод
Процес йонного обміну використовують для очищення стічних вод від багатьох органічних і неорганічних сполук, а також від катіонів кольорових металів. При хімічному очищенні стоків від катіонів кольорових металів за допомогою подачі вапна або їдкого натру і осадження у вигляді гідратів оксидів не завжди вдається очистити стоки повністю. Крім того, осадження гідратів оксидів вимагає суворого дотримання визначених значень рН стоків. Недоліками хімічного способу очищення стоків є значні витрати вапна і великі обсяги отриманих осадів гідратів оксидів металів. Використання більш досконалих процесів йонного обміну дозволяє практично повністю виділити зі стічних вод катіони кольорових металів та утилізувати отримані метали.

Рис. 1 — Схема йонообмінного пристрою.

Найбільше розповсюдження при йонному обміні одержали синтетичні йонообмінні нерозчинювані у воді смоли — іоніти (катіоніти й аніоніти). Катіоніти — іоніти, у яких протийони мають кислотний характер, тобто обмінюють йони водню на інші катіони. Аніоніти — іоніти, у яких протийони мають лужний характер, тобто обмінюють гідроксильні йони лугу або аніони солей на інші аніони. При йонообмінному очищенні стічних вод застосовують також сильнокислотні сульфокатіоніти КУ-1 та КУ-2, слабокислотний карбоксильний катіоніт КБ-4, аніоніти ЕДЕ-10П і АВ-17.
У стічних водах звичайно містяться різні катіони кольорових металів, тому за таких умов важливе значення має селективність поглинання катіонів іонітами. Так, при йонному обміні на сульфокатіоніті КУ-2 за енергією витиснення йони розташовуються в такій послідовності:
H+ < Na+ < NH4+ < Mg2+ < Zn2+ < Co2+ < Cu2+ < Cd2+ < Ni2+ < Ca2+ < Sr2+ < Pb2+ < Ba2+.
Стічні води очищують при фільтруванні зі швидкістю до 0,16 м/хв. крізь нерухомий або псевдорозріджений шар іоніту. Найчастіше застосовують очищення стоків у завислому шарі, оскільки у цьому випадку частинки іонітів переміщаються в об'ємі колони, постійно перемішуючись. Швидкість очищення у такому шарі більша, ніж у нерухомому. Застосування завислого шару не вимагає ретельного очищення стічних вод від завислих твердих домішок. По мірі заміщення в смолах протийонів катіонами кольорових металів густина зерен іонітів суттєво збільшується, тому такі зерна переміщуються у нижні шари іоніту, звідки іоніт відводиться на регенерацію. Найчастіше застосовують йонообмінні колони з решітками і конічними перетічними трубами (рис. 1).
У йонообмінній колоні 3 на різній висоті встановлені безпровальні 2 і провальна 1 решітки. У безпровальних решітках змонтовані конічні перетічні лійки 6. У верхній частині колони передбачені кільцевий зливний жолоб 4 і конічна лійка 5 для подачі іоніту. Стічна вода подається у нижню частину колони і переміщується з визначеною швидкістю знизу вгору, при цьому на безпровальних решітках утворюється завислий шар іоніту. Очищена вода відводиться з колони через кільцевий жолоб. При насиченні іоніту збільшується його густина, тому він переміщується з верхнього шару в нижній через перетічні лійки. Насичений іоніт відводиться з конічного днища колони і за допомогою аероліфта 7 подається зверху в регенераційну колону 8, звідки розчин надходить у колону знизу. З колони регенерований іоніт подається у промивну колону 9. Відмитий іоніт знову повертається у йонообмінну колону.
Особливістю йонообмінного методу очищення стічних вод є можливість очищення до будь-якого ступеня та утилізація цінних компонентів, що виділяються зі стічних вод.
Йонообмінне очищення ціанистих стоків дозволяє утилізувати кольорові та благородні метали у вигляді товарної продукції. Для вилучення благородних металів і очищення стоків їх спершу пропускають через фільтри з активованим вугіллям. Фільтрат вугільних фільтрів після вилучення золота і срібла подається в іонітові фільтри для вилучення міді та цинку. Сорбентом в іонітових фільтрах слугує аніонообмінна смола марки АВ-17.